# Workcamp
Workcamp (z ang. – praca na obozie) – obóz wolontariacki; projekt, w ramach którego międzynarodowa grupa wolontariuszy razem pracuje na rzecz lokalnej społeczności lub organizacji pozarządowej. Celem, oprócz wykonania powierzonego zadania realizującego określone dobro wspólne, jest również wzajemne poznanie oraz integracja uczestników projektu i lokalnej społeczności (gospodarza). Zdecydowana większość workcampów to projekty krótkoterminowe (trwające od 2 do 4 tygodni). Nie są to wyłącznie projekty młodzieżowe. W workcampach biorą udział osoby w różnym wieku.

## Tło historyczne

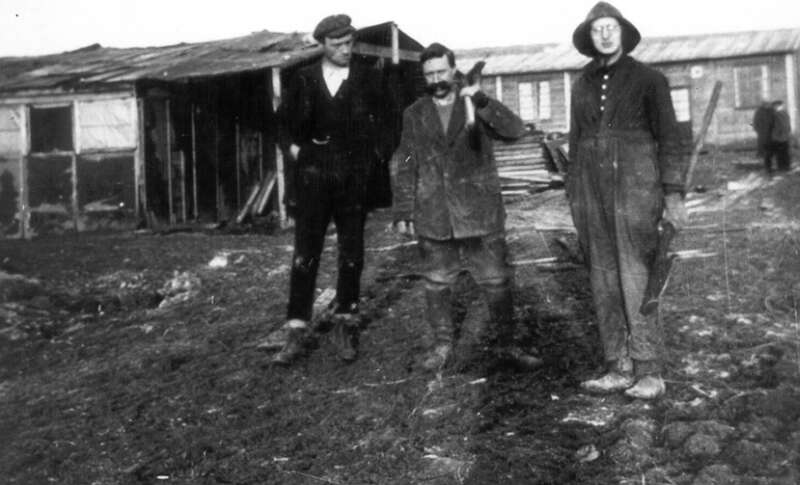
Uczestnicy pierwszego workcampu w 1920 roku, niedaleko Verdun

Międzynarodowe obozy wolontariackie mają długą historię, która jest połączona z ideą, że praktyczna praca może budować porozumienie między przedstawicielami różnych kultur i narodów, nawet jeśli są one obarczone historią konfliktów, czasem niezwykle tragiczną.
Za pierwszy zorganizowany w duchu tej idei workcamp uważa się obóz wolontariacki, który odbył się w 1920 roku w Esnes-en-Argonne, w pobliżu francuskiej miejscowości Verdun, w regionie, który został zniszczony w czasie I wojny światowej. 
W tym pierwszym obozie, którego głównym pomysłodawcą i organizatorem był szwajcarski pacyfista i obdżektor, Pierre Cérésole, wzięli udział obywatele (i byli żołnierze) krajów, które jeszcze kilka miesięcy wcześniej toczyły ze sobą wojnę. Wolontariusze pracowali razem na rzecz odbudowy wioski. 
Cérésole był również pomysłodawcą wprowadzenia instytucji służby zastępczej jako alternatywy dla służby wojskowej. Wcześniej odmowę odbycia służby wojskowej karano więzieniem (sam Cérésole również trafił za to do więzienia). Pierwszym państwem, które wprowadziło służbę zastępczą, była właśnie Szwajcaria. Cérésole marzył o tym, aby służba zastępcza miała charakter pracy na rzecz pokoju i uważał, że idealną formułą, w jakiej powinna być realizowana, jest międzynarodowy obóz wolontariacki (workcamp). Cérésole założył w 1920 roku Service Civil International, organizację, która działa do dzisiaj i nadal organizuje międzynarodowe obozy wolontariackie (workcampy). Polskim oddziałem SCI jest Stowarzyszenie „Jeden Świat”.

## Opis
Workcamp to doświadczenie edukacyjne, zarówno dla uczestników, jak i gospodarzy:
- jest konkretnym dziełem zaangażowania obywatelskiego;
- poszerza horyzonty, otwiera umysł i zachęca do dialogu;
- rozwija kompetencje międzykulturowe;
- jest okazją do nawiązania nowych przyjaźni;
- pozwala poznać inne kraje i miejsca „od kuchni”, dzielić przez krótki czas życie z ich mieszkańcami;
- rozwija umiejętności językowe.